# 鏡味仙三郎
鏡味 仙三郎（かがみ せんざぶろう、1946年8月12日 - 2021年1月30日）は、太神楽曲芸協会、落語協会に所属していた太神楽曲芸師。本名∶大木 盛夫。鏡味仙三郎社中の所属。

## 経歴
1955年、二代目鏡味小仙に入門。前座名は「盛之助」。
1960年に「仙三郎」と改名。
1973年に鏡味仙之助とコンビを結成。
1978年に江戸の太神楽が東京都無形民俗文化財に指定された。
2002年、鏡味仙三郎社中を結成。
2012年6月に落語協会理事に就任し、2020年7月に理事を退任。
2020年7月15日にテレビ東京系で放送された『家、ついて行ってイイですか？ 激動の2020年夏！人生の夢10連発スペシャル！』にて、食道がんで闘病していることが鏡味仙成によって明かされた。
2021年1月30日2時32分、食道がんのため、死去。74歳没。2020年6月9日の新宿末廣亭が最後の高座となった。

## 弟子
- 鏡味仙志郎
- 丸一仙三
- 丸一仙花
- 鏡味仙成

## 出演

### テレビドラマ
- 夜桜お染（2003年） - 菊川春之丞 役

### CM
- 東京メトロ「私を惹きつける池袋」（2016年） - 池袋演芸場の出演者として登場。堀北真希と共演。

## 書籍
- 太神楽 - 寄席とともに歩む日本の芸能の原点（2019年12月21日発売、原書房） ISBN 978-4562057191